# Stefan Szczęsny
Stefan Szczęsny (ur. 5 września 1891 w Płocku, zm. 15 stycznia 1963 tamże) – działacz komunistyczny.
Skończył trzy klasy rosyjskiej szkoły podstawowej, z zawodu był stolarzem, brał udział w pochodach pierwszomajowych i w strajkach 1908 i 1909. Podczas tych strajków związał się z SDKPiL, do której następnie wstąpił. W 1914 został wcielony do rosyjskiej armii, brał udział w działaniach wojennych na terenie Prus, Polski i Rumunii, dwukrotnie ranny i wysłany do szpitala w Rostowie nad Donem, gdzie w 1917 zastała go rewolucja październikowa i w tym mieście nawiązał współpracę z przedstawicielami Rad Delegatów Robotniczych i Żołnierskich. W grudniu 1917 wrócił do kraju i od grudnia 1918 działał w KPRP/KPP. Uczestniczył w organizowaniu demonstracji i strajków robotniczych, w 1923 został aresztowany pod zarzutem zamiaru wysadzenia Cytadeli Warszawskiej, po kilku miesiącach zwolniony z braku dowodów. W 1924 ponownie aresztowany i skazany na 5 lat więzienia. Po zwolnieniu pozostawał pod nadzorem policji, podczas okupacji był stolarzem w różnych niemieckich firmach. W 1944 aresztowany przez gestapo za antyniemieckie wystąpienie wśród polskich robotników, przeszedł ciężkie śledztwo. Po wojnie został sekretarzem Komitetu Miejskiego (KM) PPR w Płocku. Od 1946 był funkcjonariuszem UB, 1950-1951 zastępca szefa PUBP w Siedlcach, 1951-1952 zastępca szefa PUBP w Płocku, w 1953 zwolniony ze względu na stan zdrowia. Później pracował w przedsiębiorstwie budowlanym w Płocku. Odznaczony Krzyżem Oficerskim Orderu Odrodzenia Polski.